# 孔斯蒂圖西翁縣

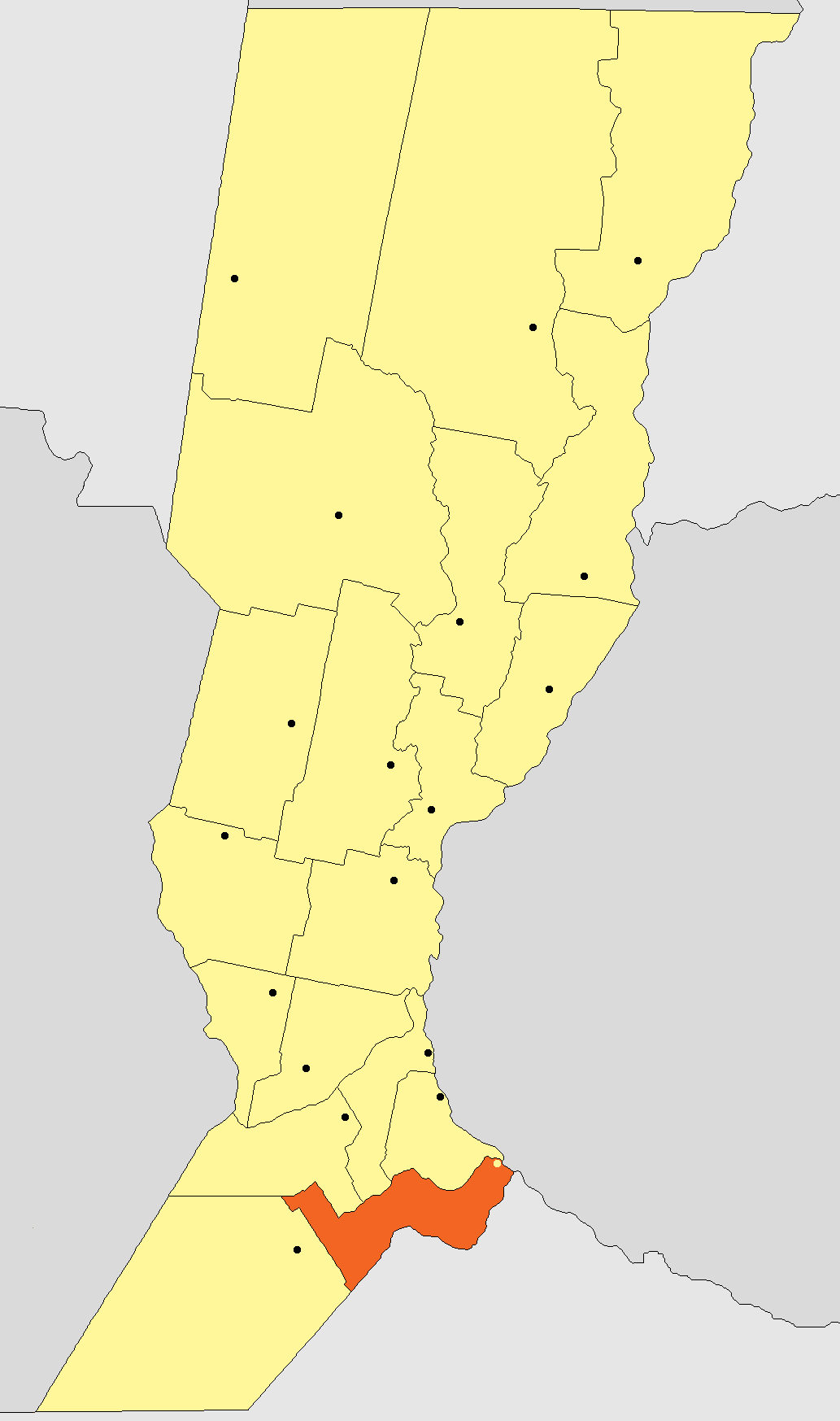

33°13′37″S 60°19′47″W / 33.22694°S 60.32972°W
孔斯蒂圖西翁縣（西班牙語：Departamento Constitución），是阿根廷的縣份，位於該國東北部聖大非省，首府設於孔斯蒂圖西翁鎮，面積3,225平方公里，2010年人口86,910，人口密度每平方公里26.95人。